# Fronteira Canadá-Dinamarca
A linha fronteiriça entre Canadá e Dinamarca foi estabelecida em 10 de junho de 2022 sobre a Ilha Hans, resultante do acordo pacífico entre os dois países após anos de Guerra do Uísque.